# 100
Римська імперія •  Парфянське царство •  Кушанське царство •  Східна Хань •  Цивілізація мая •  Сармати

## Геополітична ситуація
Римську імперію очолює імператор Траян (до 117). Римська імперія займає Апеннінський, Піренейський та Балканський півострови, Галлію, частину Британії, Близький Схід, Північну Африку включно з Єгиптом. Римляни ведуть війну з Дакією.
Наймогутніша держава центральної Азії — Парфянське царство, в якому править Пакор II. Наймогутніша держава Індостану — Кушанське царство. Династія Хань править у Китаї.
Триває докласичний період цивілізації мая.
На території майбутньої України, в степах Причорномор'я, мешкають сармати, північніше племена Черняхівської культури. 

## Події
- Консули Римської імперії Цезар Нерва Траян і Секст Юлій Фронтин. Консул-суфект Пліній Молодший.
- Імператор Траян заснував місто Колонія Марціана Траяна Тамуга (Алжир) на честь своєї сестри.
- Повстання германських племен на чолі з Одеонаном проти римського панування на нижнім Рейні.
- Майбутній імператор Адріан одружився з племінницею Траяна Вібією Сабіною.
- Продовжуються Дакські війни 98-126 років.
- Почалося правління Гаутаміпутри з династії Шатавахана на півдні Індостану. Прихильник індуїзму. Влада Андхра поширюється на частину Південної та Центральної Індії. Успішна боротьба з саками.

- Китай:
  - В Аньгуо (Китай)  побудовано Храм Медицини.
  - Уряд імперії Хань відправив у відставку полководця Бань Чао.

## Народились
- Марк Корнелій Фронтон

## Померли
- Йосиф Флавій